# Stary Błeszyn
Stary Błeszyn [ˈstarɨ ˈbwɛʂɨn] (trước đây là Alt Blessin của Đức) là một ngôi làng thuộc khu hành chính của Gmina Mieszkowice, thuộc hạt Gryfino, West Pomeranian Voivodeship, ở phía tây bắc Ba Lan, gần biên giới Đức. Nó nằm khoảng 10 kilômét (6 mi) phía tây Mieszkowice, 56 km (35 mi) phía nam Gryfino và 75 km (47 mi) phía nam thủ đô khu vực Szczecin.
Trước năm 1945, khu vực này là một phần của Đức. Đối với lịch sử của khu vực, xem Lịch sử của Pomerania.
Ngôi làng có dân số 149 người.